# Templo de Ártemis
O Templo de Ártemis ou Templo de Diana foi uma das sete maravilhas do Mundo Antigo, localizado em Éfeso. Era o maior templo do mundo antigo, e durante muito tempo o mais significativo feito da civilização grega e do helenismo, construído para a deusa grega Ártemis, da caça e dos animais selvagens. Foi construído no século VI a.C. no porto mais rico da Ásia Menor pelo arquiteto cretense Quersifrão e por seu filho, Metágenes.
Era composto por 127 colunas de mármore, com 20 metros de altura cada uma. Duzentos anos mais tarde foi destruído por um grande incêndio. Atualmente, após sucessivos terremotos e saques, apenas uma solitária coluna do templo reerguida por arqueólogos alemães no século XIX encontra-se de pé.
O primeiro santuário (têmeno) antecedeu a imigração jônica em muitos anos e data da Idade do Bronze. Calímaco, em seu Hino a Ártemis, atribuiu isto às Amazonas. No século VII a.C., o templo foi destruído por uma inundação. Sua reconstrução começou por volta de 550 a.C., sob o arquiteto cretense Quersifrão e seu filho Metágenes, à custa de Creso da Lídia: o projeto levou 10 anos para ser concluído. O templo foi destruído em 356 a.C. por um ato de incêndio por Heróstrato e foi novamente reconstruído, desta vez como a Maravilha.
Antípatro de Sídon, que compilou a lista das Sete Maravilhas, descreve o templo:
Pus os olhos nas elevadas muralhas da Babilônia, nas quais há um caminho para carruagens, e na estátua de Zeus pelo Alfeu, nos jardins suspensos, no colosso do Sol, no enorme trabalho das altas pirâmides e  no vasto túmulo de Mausolo; mas quando vi a casa de Ártemis que subia às nuvens, aquelas outras maravilhas perderam seu brilho e eu disse: "Eis que, além do Olimpo, o Sol nunca olhou tão alto".

## Localização e história

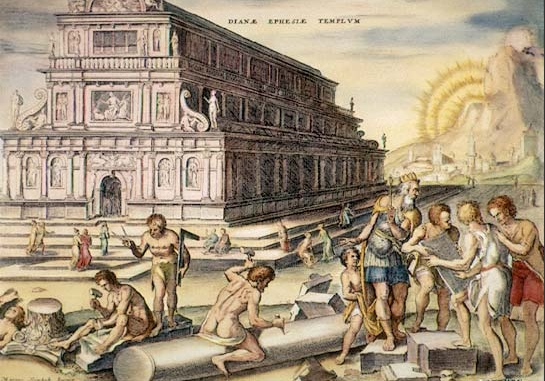
O Templo de Ártemis, imaginado por Maarten van Heemskerck

O templo de Ártemis ficava localizado perto da cidade antiga de Éfeso, aproximadamente 75 quilômetros ao sul da cidade portuária moderna de İzmir, na Turquia. Atualmente, o local encontra-se na periferia da cidade moderna de Selçuk. O local sagrado (têmeno) em Éfeso era bem mais antigo do que a própria Ártemis. Pausânias tinha certeza que o local data de antes da imigração dos jônicos em muitos anos, sendo ainda mais velho que o santuário oracular de Apolo em Dídimos. Ele dizia que os habitantes pre-jônicos da cidade eram léleges e os lídios. Calímaco, em seu Hino a Ártemis atribuiu os têmenos mais antigos em Éfeso às amazonas, cuja adoração ele imaginava ser centrada sobre uma imagem (bretas) de Ártemis, sua deusa-mãe. Pausânias dizia que Píndaro acreditava que as amazonas fundadoras do templo estavam envolvidas com o cerco de Atenas. Tácito também acreditava na fundação pelas amazonas, no entanto Pausânias acreditava que o templo era anterior às amazonas.[carece de fontes?]
A arqueologia moderna não pode confirmar as amazonas de Calímaco, mas o relato de Pausânias sobre a antiguidade do local parece ser bem fundamentado. Antes da Primeira Guerra Mundial, as escavações do local por David George Hogarth identificaram três santuários sucessivos. Novas escavações em 1987 e 1988 confirmaram que o local era ocupado desde a Idade do Bronze, com uma sequência de descobertas de cerâmicas que se estendem até o Período Geométrico, quando um templo peripteral com um piso de argila dura foi construído na segunda metade do século VIII a.C..
No século VII a.C., uma inundação destruiu o templo, depositando mais de meio metro de areia e lixo sobre o piso de barro original. Entre os detritos de inundação estavam os restos de uma placa de marfim com um grifo e a Árvore da Vida esculpidos, aparentemente do norte da Síria e algumas gotas de âmbar em forma de lágrima perfuradas da seção transversal elíptica. Estes provavelmente vestiram uma vez a efígie de madeira (xoanon) da Senhora de Éfeso, que deve ter sido destruída ou recuperada da inundação. Bammer observa que embora o local estivesse propenso a inundações e fosse aumentado por depósitos de sedimentos em cerca de dois metros entre os séculos VIII e VI a.C. e mais 2,4 m entre os séculos VI e IV a.C., seu uso contínuo "indica que a manutenção da identidade do real do local desempenhou um papel importante na organização sagrada".

### Segunda fase

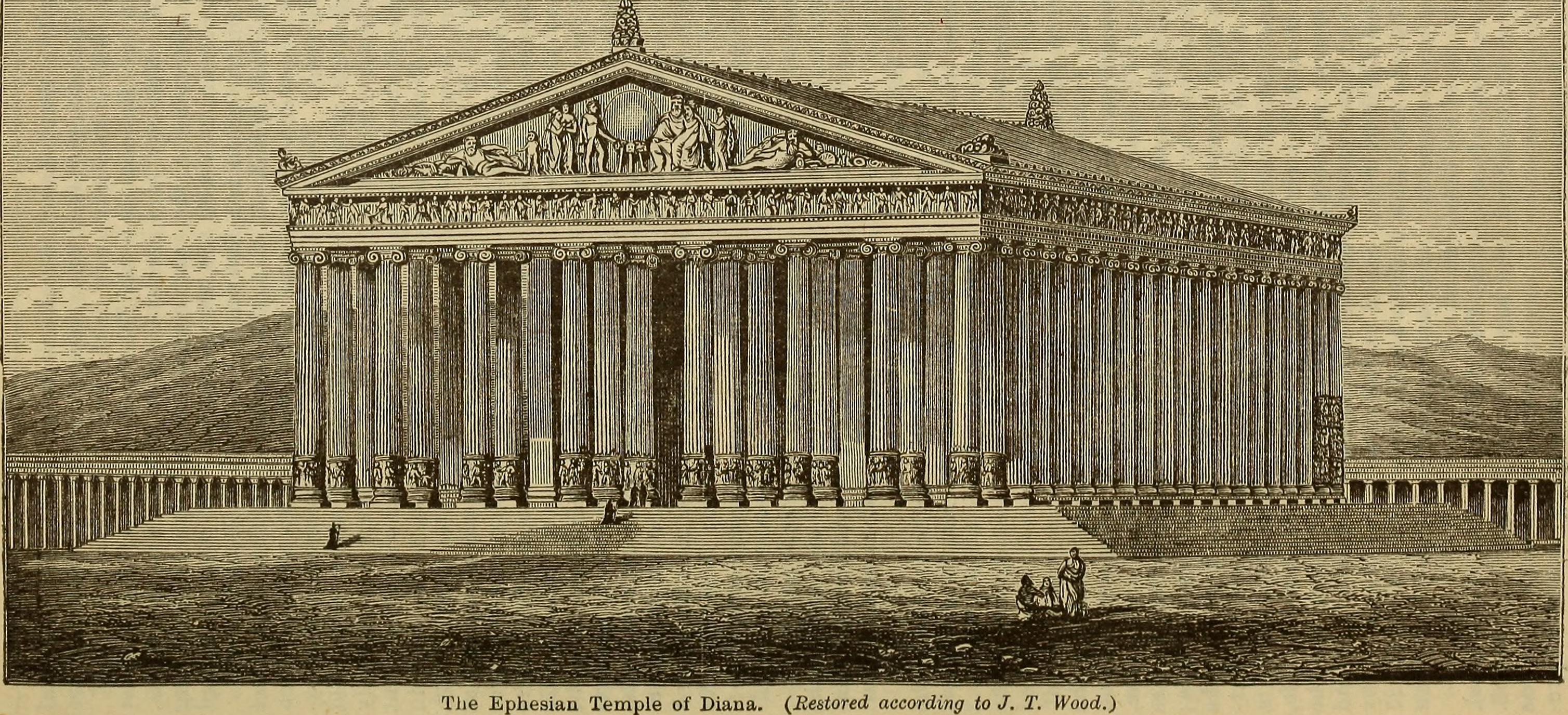
Gravura de Philip Schaff do templo em seu auge

O novo templo foi patrocinado pelo menos em parte por Creso, que fundou o império da Lídia e era o senhor de Éfeso. O templo foi projetado e construído por volta de 550 a.C. pelo arquiteto cretense Quersifrão e seu filho Metágenes. Possuía 115 metros de comprimento e 46 metros de largura, supostamente o primeiro templo grego construído de mármore. Suas colunas peripterais tinham cerca de 13 m de altura, em fileiras duplas que formavam uma ampla passagem cerimonial em torno da cela que abrigava a imagem de culto da deusa Ártemis. Trinta e seis dessas colunas eram, segundo Plínio, decoradas por esculturas em relevo. Uma nova estátua para culto feita de ébano foi esculpida por Endeu.

#### Destruição
Em 356 a.C., o templo foi destruído em um famoso incêndio criado por Heróstrato, que ateou fogo às vigas de madeira do telhado, buscando fama a qualquer custo; assim surgiu o termo fama herostática. Por este ultraje, os efésios condenaram o autor à morte e proibiram alguém de mencionar seu nome; mas o historiador Teopompo o registrou mais tarde. Na tradição histórica grega e romana, a destruição do templo coincidiu com o nascimento de Alexandre, o Grande (cerca de 20/21 de julho de 356 a.C.). Plutarco observou que Ártemis estava muito preocupada com o nascimento de Alexandre para salvar seu templo das chamas.

### Terceira fase

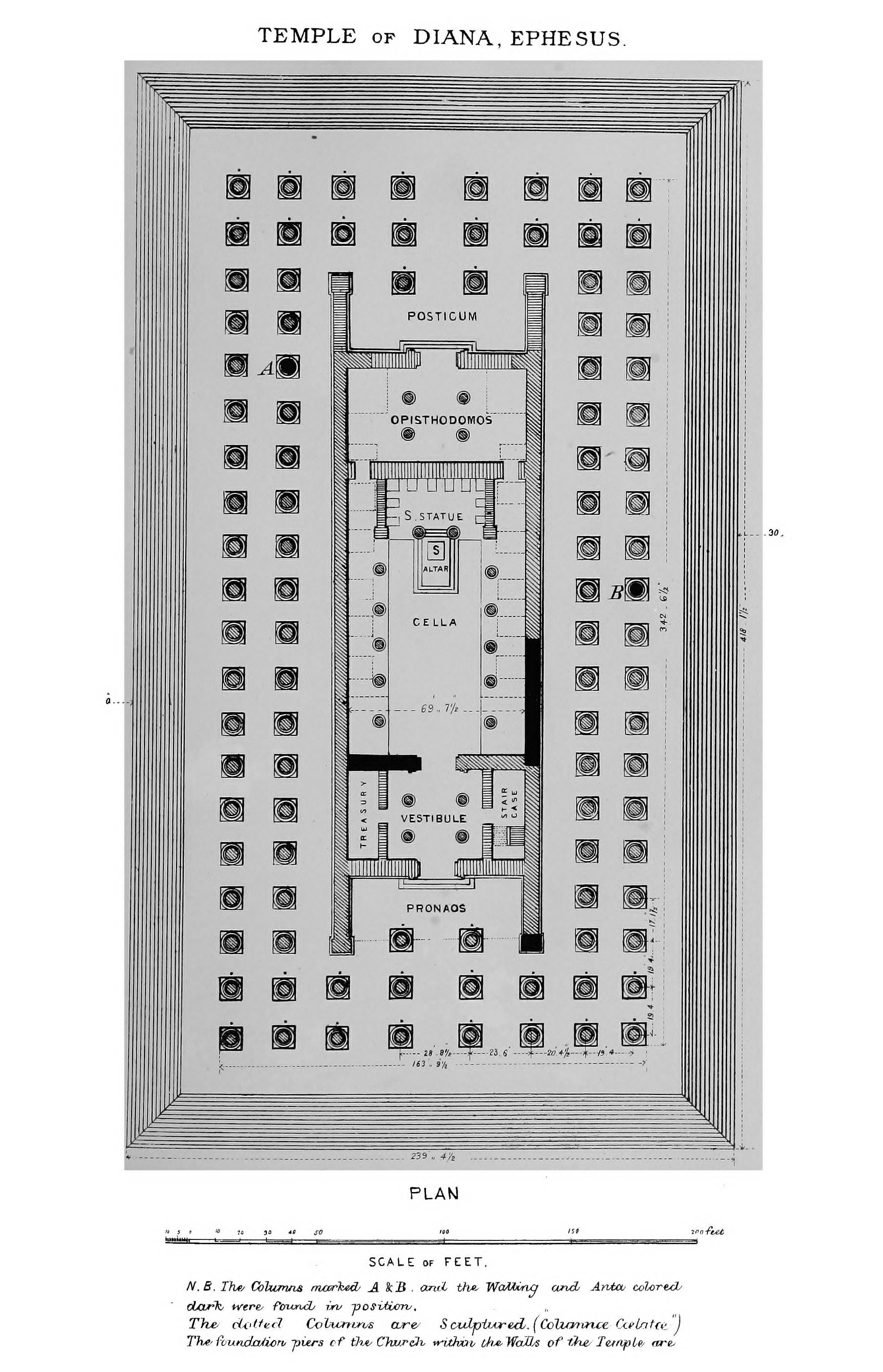
Planta do templo feita por John Turtle Wood (1877)

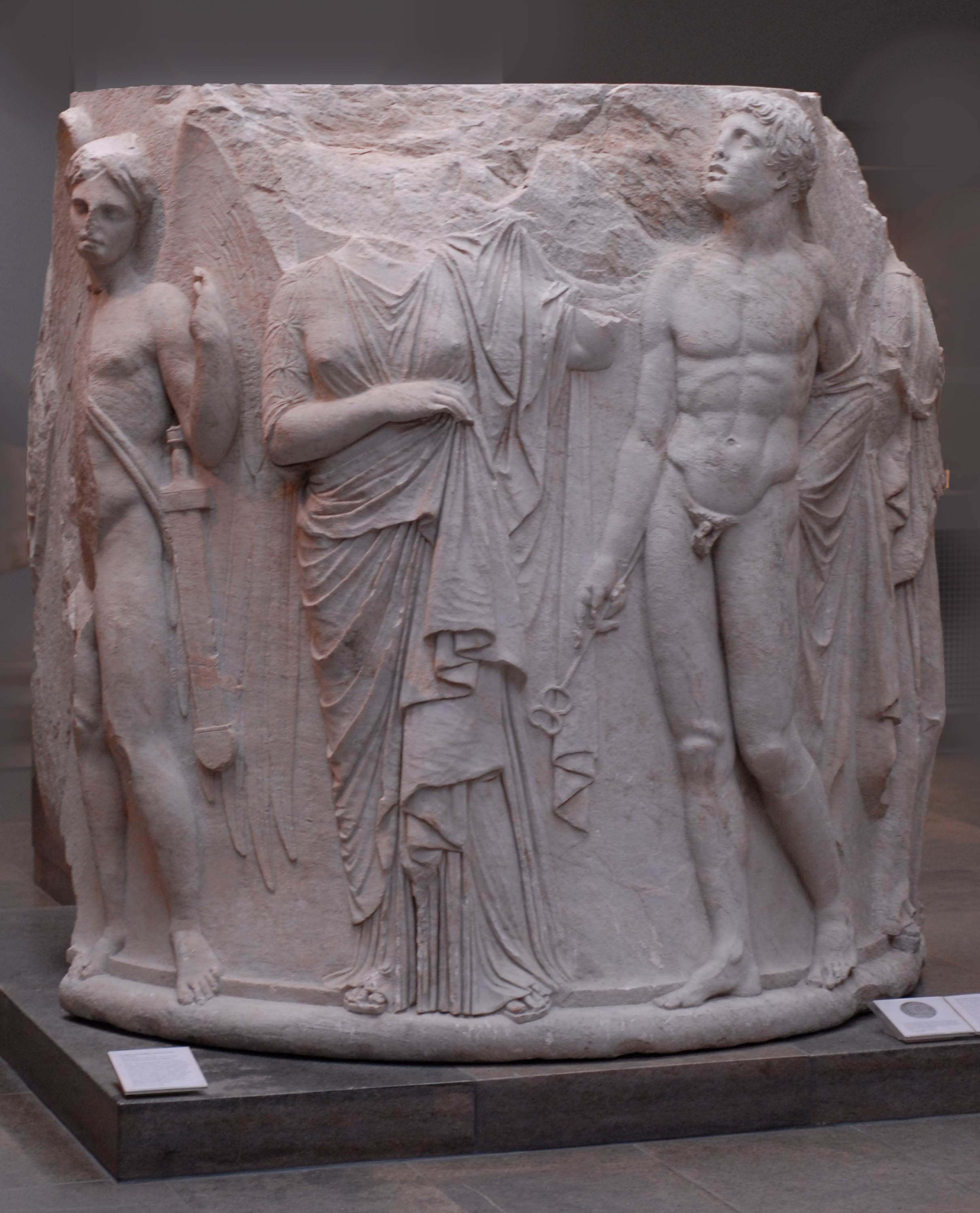
Base de uma coluna da reconstrução do século IV a.C. (Museu Britânico)

Alexandre, o Grande se ofereceu para pagar a reconstrução do templo; os efésios recusaram a oferta e reconstruíram o templo depois de sua morte, com seus próprios recursos. O trabalho começou em 323 a.C. e continuou por muitos anos. O terceiro templo era maior do que o segundo; 137 metros de comprimento por 69 m de largura e 18 m de altura, com mais de 127 colunas. Atenágoras de Atenas nomeia Endeu, um aluno de Dédalo, como escultor da principal imagem de culto de Ártemis.
Pausânias (século II d.C.) relata outra imagem e altar no templo, dedicado a Ártemis Prototrônia (Ártemis "do primeiro assento") e uma galeria de imagens acima deste altar, incluindo uma antiga figura de Nix (a deusa primordial da noite) pelo escultor Reco (século VI a.C.); ela seria, como analisado por Rick Strelan, um aspecto separado do culto efésio de Ártemis. Plínio descreve imagens de amazonas, as lendários fundadoras de Éfeso e os discípulos originais da Ártemis de Éfeso, esculpidos por Escopas de Paros. Fontes literárias descrevem o adorno do templo repleto de pinturas, colunas douradas e prateadas e obras religiosas dos famosos escultores gregos Policleto, Fídias, Crésilas e Fradmon.
Esta reconstrução sobreviveu por 600 anos, e aparece várias vezes nos primeiros relatos cristãos de Éfeso. Segundo o Novo Testamento, a aparição do primeiro missionário cristão em Éfeso levou os moradores a temerem a desonra do templo (Atos 19:27). Os Atos de João do século II incluem um conto apócrifo da destruição do templo: o apóstolo João] orou publicamente no Templo de Ártemis, exorcizando seus demônios e "de repente o altar de Ártemis se partiu em muitos pedaços ... e metade do templo caiu", convertendo instantaneamente os efésios, que choraram, oraram ou fugiram.
Contra isto, um edito romano de 162 d.C. reconhece a importância do Artemésio, o festival anual da Ártemis de Éfeso, e o estendeu oficialmente de alguns dias santos durante março-abril para o mês inteiro, "uma das festividades religiosas as maiores e as mais magníficas no calendário litúrgico de Éfeso".

#### Destruição
Em 269, o templo foi destruído e saqueado em uma invasão pelos godos, uma tribo germânica oriental. Depois, a estrutura pode ter sido reconstruída ou reparada, mas sua história posterior é altamente incerta. Pelo menos algumas das pedras do templo foram usadas na construção de outros edifícios. Algumas das colunas de Santa Sofia, em Constantinopla, originalmente pertenciam ao templo.

## Culto e influência
O temeton arcaico sob os templos posteriores claramente abrigou alguma forma de "Grande Deusa", mas nada se sabe nada sobre seu culto. Os relatos literários que a descrevem como "amazônica" referem-se aos mitos fundadores posteriores dos emigrados gregos que criaram o culto e o templo da Ártemis Efésia. A riqueza e o esplendor do templo e da cidade eram interpretados como evidência do poder de Ártemis Efésia e foram a base para seu prestígio local e internacional: apesar dos traumas sucessivos da destruição do templo, cada reconstrução era um presente e uma honra à deusa. Um grande número de pessoas ia até Éfeso em março e no início de maio para participar da principal procissão para Ártemis.

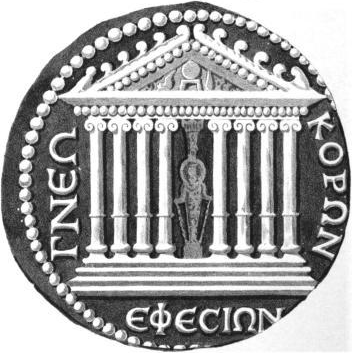
Reprodução do século XIX de uma moeda emitida no reinado do imperador r., com a fachada do templo de Ártemis em Éfeso

Os santuários, templos e festivais de Ártemis (ou Artemísia) podiam ser encontrados em todo o mundo grego, mas a Ártemis Efésia era única. Os efésios a consideravam sua e ressentiam qualquer reivindicação estrangeira à sua proteção. Depois que o Império Aquemênida (Pérsia) derrubou e substituiu o senhor lídio Creso, os efésios subestimaram a sua contribuição à restauração do templo. Em geral, os persas trataram justamente a cidade de Éfeso, mas removeram alguns artefatos religiosos do Templo de Ártemis para Sárdis e trouxeram sacerdotes persas para seu culto de Éfeso; isto não foi perdoado. Quando Alexandre conquistou os persas, sua oferta de financiar a segunda reconstrução do Templo foi recusada educadamente, mas firmemente.
Sob o domínio helênico e, mais tarde, sob o domínio romano, o festival da Ártemis Efésia foi promovido cada vez mais como um elemento-chave no circuito de festivais pan-helênicos. Fazia parte de uma identidade política e cultural definitivamente grega, essencial para a vida econômica da região, e uma excelente oportunidade para os jovens e solteiros gregos de ambos os sexos de procurar parceiros de casamento.
Jogos, concursos e apresentações teatrais eram realizados em nome da deusa e Plínio descreve a sua procissão como uma magnífica multidão; era mostrado em uma das melhores pinturas de Apeles, que retratou a imagem da deusa carregada pelas ruas e cercada por donzelas. Na época imperial romana, o imperador Cômodo (r. 180–192) emprestou seu nome aos jogos do festival e pode ter patrocinado os jogos.

## Ártemis de Éfeso
Do ponto de vista grego, a Ártemis de Éfeso é uma forma distinta de sua deusa Ártemis. No culto e no mito grego, Ártemis é gêmea de Apolo, uma caçadora virgem que suplantou a titã Selene como deusa da Lua. Em Éfeso, uma deusa que os gregos associavam a Ártemis era venerada em um ídolo arcaico, certamente pré-helênico, que era esculpido em madeira e decorado com joias.
Robert Fleischer identificou como decorações do xoanon primitivo as características mutáveis que desde os ataques cristãos de Marco Minúcio Félix e Jerônimo à religião popular pagã foram lidos como muitos "seios" ou "ovos" - denotando sua fertilidade (outros interpretam os objetos como representações de testículos de touros sacrificados, que teriam sido enfiados na imagem, com significado semelhante). Mais parecida com as divindades do Oriente Próximo e do Egito Antigo, e menos semelhante com as da mitologia grega, seu corpo e suas pernas estão fechados dentro de uma vestimenta semelhante a um pilar, da qual seus pés sobressaem. Sobre as moedas cunhadas em Éfeso, a deusa aparentemente de muitos seios usa uma coroa mural (como as paredes de uma cidade), um atributo de Cibele.
Nas moedas ela descansa um dos braços em um bastão formado de serpentes entrelaçadas ou de uma pilha de ouroboroi, a serpente eterna com sua cauda em sua boca. Algo que a Senhora de Éfeso tinha em comum com Cibele era que cada uma era servida por mulheres sagradas, ou hieródula (hiero "sagrado", doule "assistente feminina"), sob a direção de uma sacerdotisa que herdou seu papel, assistida por um colégio de sacerdotes eunucos chamado Megábizos e também por jovens virgens (korai).
Os "ovos" ou "seios" da Senhora de Éfeso, agora parecem devem ser os descendentes iconográficos das gotas de âmbar em forma de cabaça, que foram redescobertas nas escavações de 1987-88; elas permaneceram in situ onde o antigo ídolo de madeira da Senhora de Éfeso havia sido apanhado por uma inundação do século VIII (ver acima). Esta forma de peito-joias, então, já tinha sido desenvolvido no Período Geométrico. Portanto, a hipótese oferecida por Gerard Seiterle, segundo a qual os objetos das representações clássicas representavam os sacos escrotais de touros.
Os hábitos gregos de sincretismo religioso assimilaram todos os deuses estrangeiros sob alguma forma do panteão olímpico familiar a eles - na interpretatio graeca - e é claro que em Éfeso, a identificação com Ártemis que os colonos jônicos fizeram da "Senhora de Éfeso" era esbelta. A abordagem cristã estava em desacordo com a tolerante abordagem sincretista dos pagãos aos deuses que não eram deles. Uma inscrição cristã em Éfeso sugere por que tão pouco permanece no local do templo atualmente:
"Destruindo a imagem ilusória do demônio Ártemis, Demeas erigiu este símbolo da Verdade, o Deus que afasta os ídolos e a Cruz dos sacerdotes, sinal imortal e vitorioso de Cristo".

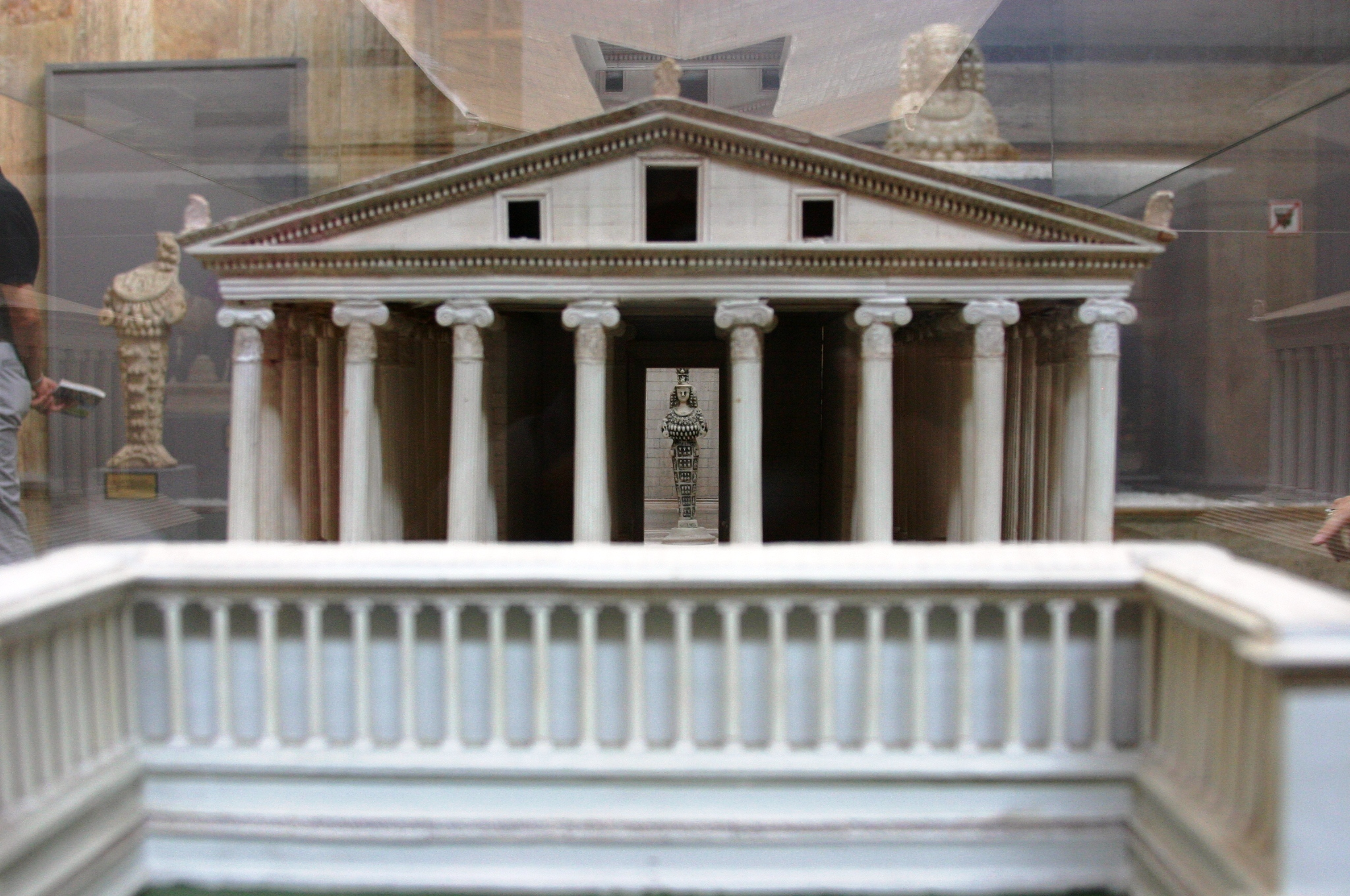
Modelo do templo com a estátua da Ártemis de Éfeso ao fundo

A afirmação de que os efésios achavam que sua imagem de culto havia caído do céu, embora fosse um mito comum em outros locais, só é conhecida em Éfeso dos Atos 19:35:
"Que homem há que não sabe como a cidade dos efésios é adoradora da grande deusa Diana e da imagem que caiu de Júpiter?"
Lynn LiDonnici observa que é provável que os estudiosos modernos estejam mais preocupados com as origens da Senhora de Éfeso e sua iconologia do que seus adeptos e são propensos a criar um relato sintético da Senhora de Éfeso, reunindo documentação que varia mais de um milênio em suas origens, criando um quadro falsificado e unitário de um ícone que seria imutável.

## Redescoberta do templo

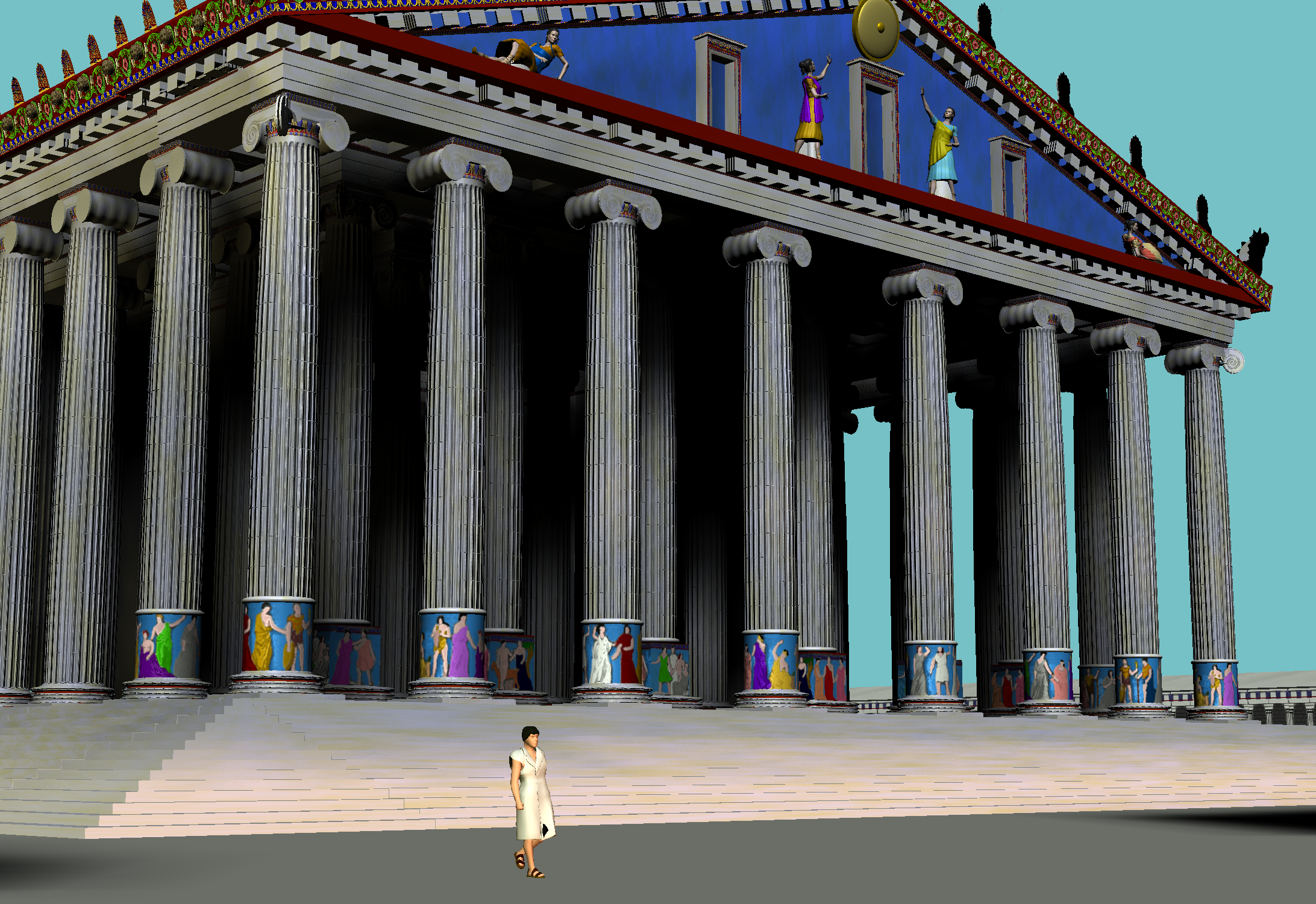
Reconstituição do templo em 3D

Após seis anos de busca, o local do templo foi redescoberto em 1869 por uma expedição liderada por John Turtle Wood e patrocinada pelo Museu Britânico. Estas escavações continuaram até 1874. Alguns fragmentos adicionais da escultura foram encontrados durante as escavações feitas entre 1904 e 1906 e dirigidas por David George Hogarth. Os fragmentos esculpidos recuperados da reconstrução do século IV a.C. e alguns do templo anterior, que tinham sido usados nos escombros para a reconstrução, foram reunidos e exibidos na "Sala de Éfeso" do Museu Britânico.
O museu também tem parte do possivelmente mais antigo pote de moedas do mundo (600 a.C.) que tinha sido enterrado nas fundações do templo arcaico. Hoje, o local do templo, que fica ao lado de Selçuk, é marcado por uma única coluna construída de fragmentos dissociados descobertos no local.